# 暗い扉

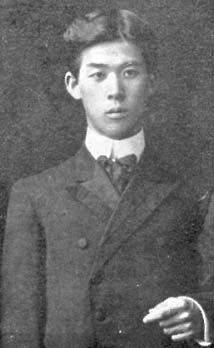
山田耕筰(1910年頃撮影)

交響詩『暗い扉』（くらいと）は、日本の作曲家、山田耕筰が1913年に作曲した日本初の交響詩である。
並行して作曲されたもう一つの交響詩に『曼陀羅の華』があり、どちらも死を主題としている。

## 作曲の経緯
ヨーロッパの象徴主義の影響を受けた文学者、三木露風の同名の詩に基づいている。また、メーテルリンクの戯曲『群盲』の影響も指摘されている。 
作品のスケッチを終えた段階で、山田はシャルロッテンブルクのよく出入りしていた音楽書店で、リヒャルト・シュトラウスの交響詩『死と変容』の小型スコアを購入し、同じ「死」のテーマに対して、私淑する巨匠がいかに表現したかを学んだ。これらは主に編成に対して影響を与え、三管編成だった作品は、バス・クラリネットやコントラファゴットといった低音楽器が書き加えられ、最終的に四管編成に落ち着いた。

## 初演
世界初演は1918年10月16日にカーネギー・ホールで行われたジャパン・ソサエティ主催の第1回管弦楽演奏会にて、山田自身の指揮によって行われた。
日本初演は1925年4月27日に歌舞伎座にて行われた、松竹合名会社主催の日露交驩交響管弦楽大演奏会（東京公演第2日）にて、山田自身の指揮によって行われた。

## 編成
大規模な四管編成となる。

### 木管楽器
ピッコロ、フルート3、オーボエ3、イングリッシュホルン、クラリネット3、バスクラリネット、ファゴット3、コントラファゴット

### 金管楽器
ホルン4、トランペット3、トロンボーン3、テューバ

### 打楽器
ティンパニ、スネアドラム、バスドラム、シンバル、トライアングル、タムタム

### 撥弦楽曲
ハープ

### 弦楽器
弦5部

## 楽曲構成
単一楽章からなる。演奏時間は約11分。

## 録音
- NAXOSから販売されている『日本作曲家選輯』より『山田耕筰 | 交響曲「勝どきと平和」他』に収録されている。指揮は湯浅卓雄、演奏はアルスター管弦楽団。
- ビクターエンタテインメントから販売されている『現代日本の音楽名盤選1 山田耕筰』に収録されている。指揮は山田一雄、演奏は東京都交響楽団。